# Lisne, Pokrovske
Lisne (în ucraineană Лісне) este un sat în comuna Velîkomîhailivka din raionul Pokrovske, regiunea Dnipropetrovsk, Ucraina.

## Demografie
Componența lingvistică a localității Lisne
     Ucraineană (92,59%)
     Rusă (7,41%)
Conform recensământului din 2001, majoritatea populației localității Lisne era vorbitoare de ucraineană (92,59%), existând în minoritate și vorbitori de rusă (7,41%).